# Randy Bachman
Randolph Charles "Randy" Bachman, (27 de septiembre de 1943 en Winnipeg) es un músico canadiense, reconocido por su trabajo como guitarrista y compositor de las bandas de rock The Guess Who y Bachman Turner Overdrive. Bachman también fue miembro de la agrupación Brave Belt (junto a Chad Allan), Union y Ironhorse, y ha grabado una gran cantidad de álbumes como solista. Además tiene su propio programa radial titulado Vinyl Tap en CBC Radio.
En 2001 recibió un doctorado honorario en música de parte de la Universidad de Brandon junto a los miembros originales de The Guess Who. En 2005 fue incluido en la Orden de Manitoba y ha sido presentado en dos oportunidades en el Salón de la Fama de la música canadiense, tanto como músico de The Guess Who como por su labor en solitario. En 2008 fue nombrado oficial de la Orden de Canadá por sus logros y dedicación en la industria de la música.

## Discografía

### Como solista
- 1970 Axe
- 1978 Survivor
- 1992 Any Road
- 1996 Merge
- 1998 Songbook
- 2001 Every Song Tells A Story
- 2004 Jazz Thing
- 2006 Bachman-Cummings Songbook
- 2006 The Thunderbird Trax
- 2007 Jazz Thing II
- 2007 Jukebox
- 2008 Takin' Care of Christmas
- 2010 Bachman & Turner
- 2015 Heavy Blues